# Another Country - La scelta
Another Country - La scelta (Another Country) è un film del 1984 diretto da Marek Kanievska.
La pellicola è la trasposizione dell'omonima pièce teatrale di Julian Mitchell, ispirata alla vita collegiale di Guy Burgess, spia britannica al servizio dell'Unione Sovietica. Gli attori Rupert Everett e Colin Firth avevano già partecipato alla rappresentazione dell'opera a teatro, Everett nell'originale del 1981, Firth nel 1983.
Il film è stato presentato in concorso al 37º Festival di Cannes.

## Trama
Nei primi anni ottanta in Russia, un anziano Guy Bennett viene intervistato e racconta della sua adolescenza nel prestigioso e rigido college di Eton negli anni trenta.
Il giovane Bennett, omosessuale disinibito, è amico di Tommy Judd, marxista, e sogna di diventare un diplomatico, magari ambasciatore a Parigi. Un loro compagno, Martineau, viene scoperto da un insegnante a masturbarsi con un amico, e in seguito si suicida: questo "scandalo" contribuisce all'odio nei confronti di Bennett da parte di Fowler, studente più anziano e coordinatore della loro casa comune. A Judd viene offerta l'occasione di diventare un prefetto, cosa che avrebbe aiutato Bennett, ma non sarebbe stata coerente con il suo odio per un simile "sistema di oppressione". Quando finalmente Judd accetta, Fowler riesce ad impedirlo. Quest'ultimo, quando intercetta una lettera d'amore di Bennett indirizzata ad un altro ragazzo, James Harcourt, punisce duramente Bennett, il quale vede così svanire i suoi sogni di diventare uno dei pupilli della scuola, una base necessaria per intraprendere la carriera diplomatica.
L'anziano Bennett racconta infine di come lui sia fuggito in Russia, e Judd sia morto durante la guerra civile spagnola.

## Riconoscimenti
- Festival di Cannes 1984: Premio per il miglior contributo artistico (Peter Biziou)

## Collegamenti con altre opere
Fu la visione di questo film che fece decidere al fumettista Tiziano Sclavi, stando alle sue stesse dichiarazioni, di prendere Rupert Everett a modello per definire le fattezze del personaggio di Dylan Dog.